# Mahonia

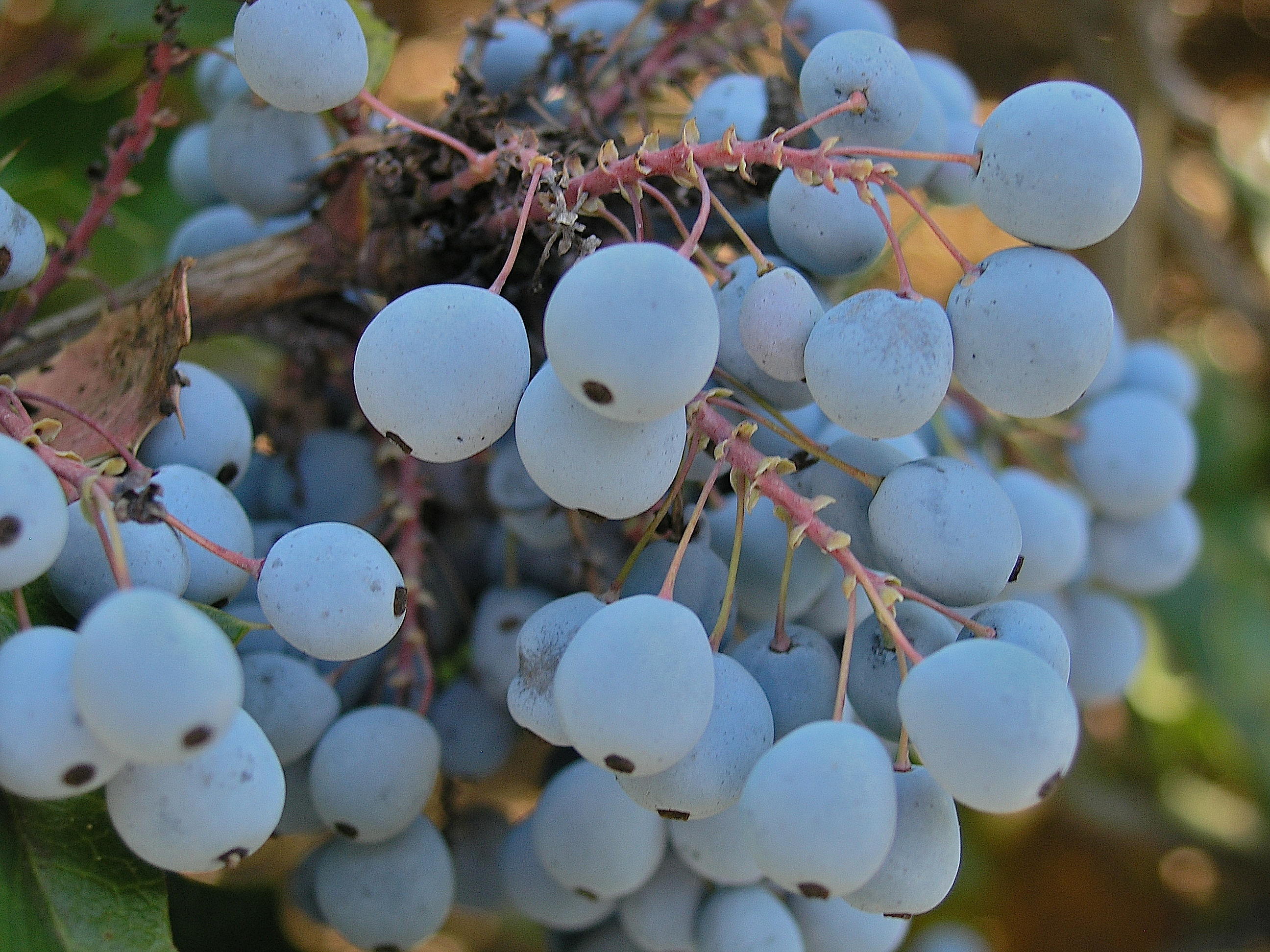
Owoce mahonii pospolitej

Mahonia, ościał (Mahonia Nutt.) – rodzaj roślin z rodziny berberysowatych o problematycznej pozycji taksonomicznej. Przez wielu taksonomów bywa często łączony z rodzajem berberys Berberis, ale wciąż jest zwykle wyróżniany przez ogrodników, wciąż też pojawiają się w piśmiennictwie naukowym koncepcje zachowania tego rodzaju. Gdy jest wyodrębniany zalicza się do niego ok. 45 do 60 gatunków. Obejmuje krzewy i niskie drzewa występujące naturalnie w Azji Wschodniej i Południowo-Wschodniej, w Ameryce Północnej, Środkowej i Południowej. W Polsce uprawiana i dziczejąca jest mahonia pospolita Mahonia aquifolium (= Berberis aquifolium). Jako zdziczały i już zadomowiony podawany jest także mieszaniec Mahonia × decumbens.
Liczne gatunki uprawiane są jako rośliny ozdobne, w tym zwłaszcza Mahonia japonica i mahonia pospolita M. aquifolium. Korzenie wielu gatunków wykorzystywane były leczniczo przez Indian północnoamerykańskich.

## Morfologia i anatomia

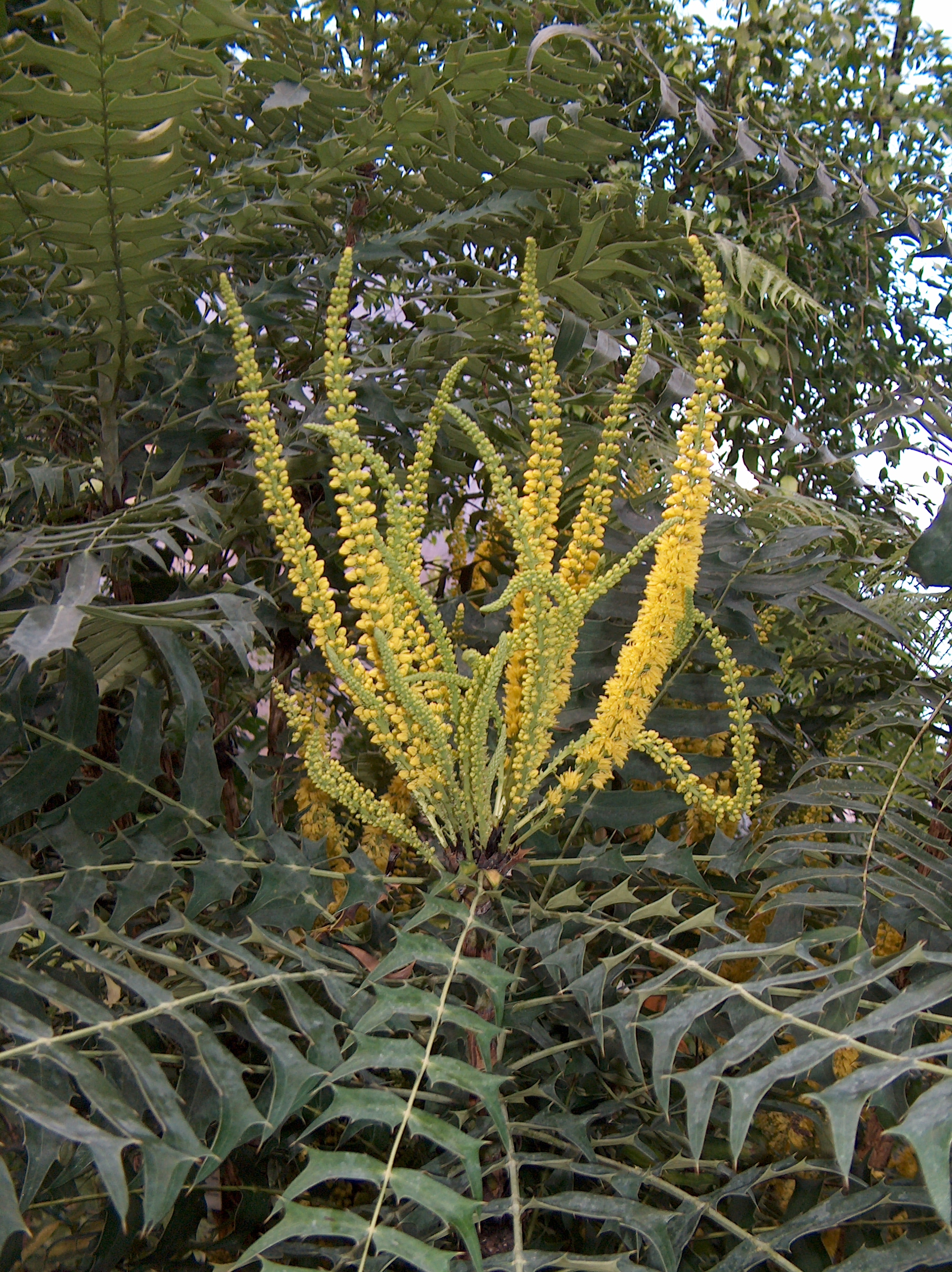
Mahonia lomariifolia

PokrójPozbawione cierni krzewy i niskie drzewa o wysokości od 0,3 do 8 m. Drewno i korzenie żółto zabarwione.
LiścieSkrętoległe, siedzące lub ogonkowe (ogonek do 14 cm długości). Zimotrwałe i nieparzysto-pierzaste, przy czym listków jest od 3 do 41. Listki całobrzegie lub w różnym stopniu ząbkowane, w tym także z bardzo ostrymi, kłującymi ząbkami.
KwiatyObupłciowe, zebrane w kilka do kilkunastu pęczków tworzących grona lub wiechy wzniesione lub zwisające. Kwiatostany osiągają od 3 do 35 cm długości i wsparte są podobnymi do liści podsadkami. Szypułki kwiatowe osiągają od 1,5 do 24 mm i wsparte są przysadkami krótszymi lub dłuższymi od szypułki. Okwiat jest żółty, rzadziej pomarańczowy, biały lub czerwonofioletowy i składają się nań 3 okółki kielicha i jeden okółek płatków korony. Pręcików jest 6. Zalążnia owalna z 1–7 zalążkami. Szyjka słupka bardzo krótka – do 3 mm, zachowuje się na szczycie owocu.
OwoceSoczyste jagody (tylko u M. fremontii owoce są suche) barwy niebieskiej lub czarnej, często sino nabiegłe. Zawierają po 1–7 nasion.

## Systematyka
Ujęcie taksonomiczne rodzaju i jego relacja w stosunku do rodzaju berberys Berberis pozostaje od początku XIX wieku przedmiotem debaty naukowej. Różni autorzy wyodrębniali oba rodzaje lub łączyli je w jeden (Berberis sensu lato), przy czym zwłaszcza w miarę publikowania kolejnych dowodów molekularnych przewagę zyskiwać zaczął pogląd drugi, w efekcie w bazach taksonomicznych często rodzaje te są łączone jako Berberis. Mimo dowodów na parafiletyczny charakter rodzaju Mahonia wciąż nie ma ustalonego rozwiązania w zakresie taksonomii tych roślin. Tradycyjny podział roślin między tymi dwoma rodzajami opiera się na kryteriach morfologicznych, przy czym kluczową cechą diagnostyczną są liście podzielone w rodzaju Mahonia i pojedyncze w rodzaju Berberis. Znaczenie taksonomiczne tego kryterium zostało podważone po analizach różnic we wzorach użyłkowania pojedynczych liści świadczące o bliższych związkach filogenetycznych niektórych roślin z roślinami o liściach złożonych (typowych dla starszych przedstawicieli tej grupy) niż z innymi roślinami o liściach pojedynczych. W efekcie wyodrębnianie rodzaju Berberis w oparciu o to kryterium morfologiczne tworzyło sztuczną grupę obejmującą gatunki o różnym pochodzeniu. W 2017 opublikowana została propozycja, bazująca na analizie molekularnej szerokiej grupy gatunków, z której wynika, że celowe jest wyodrębnienie w grupie Berberis-Mahonia czterech rodzajów obejmujących odpowiednio cztery główne linie rozwojowe zachowujące okrojone (wąsko ujmowane) rodzaje Berberis (≡ Berberis s.str.) i Mahonia oraz Alloberberis (≡ Mahonia sect. Horridae) i Moranothamnus (≡ Berberis claireae).
Niezależnie od problemów z klasyfikacją gatunków tu zaliczanych rodzaj należy do podplemienia Berberidinae (wspólnie z ×Mahoberberis C. K. Schneid., Berberis L., Ranzania T.Ito) i plemienia Berberideae z podrodziny Berberidoideae w rodzinie berberysowatych (Berberidaceae) zaliczanej do jaskrowców (Ranunculales).
Wykaz gatunków akceptowanych w obrębie tego rodzaju według The Plant List
- Mahonia annamica  Gagnep.
- Mahonia bealei  (Fortune) Pynaert
- Mahonia bodinieri  Gagnep.
- Mahonia borealis  Takeda
- Mahonia bracteolata  Takeda
- Mahonia breviracema  Y.S. Wang & P.G. Xiao
- Mahonia cardiophylla  T.S. Ying & Boufford
- Mahonia chiapensis  Lundell
- Mahonia conferta  Takeda
- Mahonia decipiens  C.K. Schneid.
- Mahonia duclouxiana  Gagnep.
- Mahonia ehrenbergii  (Kunze) Fedde
- Mahonia eurybracteata  Fedde
- Mahonia eutriphylla  Fedde
- Mahonia fordii  C.K. Schneid.
- Mahonia fortunei  (Lindl.) Fedde
- Mahonia fremontii  (Torr.) Fedde
- Mahonia gracilipes  (Oliv.) Fedde
- Mahonia hancockiana  Takeda
- Mahonia higginsiae  (Munz) Ahrendt
- Mahonia hypoleuca  Takeda
- Mahonia imbricata  T.S. Ying & Boufford
- Mahonia japonica  (Thunb.) DC.
- Mahonia leptodonta  Gagnep.
- Mahonia longibracteata  Takeda
- Mahonia longipes  (Standl.) Standl.
- Mahonia microphylla  T.S. Ying & G.R. Long
- Mahonia monyulensis  Ahrendt
- Mahonia muelleri  I.M. Johnst.
- Mahonia napaulensis  DC.
- Mahonia nitens  C.K. Schneid.
- Mahonia oiwakensis  Hayata
- Mahonia paucijuga  C.Y. Wu ex S.Y. Bao
- Mahonia pinifolia  Lundell
- Mahonia polyodonta  Fedde
- Mahonia pycnophylla  (Fedde) Takeda
- Mahonia retinervis  P.G. Xiao & Y.S. Wang
- Mahonia roxburghii  (DC.) Takeda
- Mahonia russellii  N.P. Taylor
- Mahonia setosa  Gagnep.
- Mahonia shenii  Chun
- Mahonia sheridaniana  C.K. Schneid.
- Mahonia subimbricata  Chun & F. Chun
- Mahonia taronensis  Hand.-Mazz.
- Mahonia trifoliolata  (Moric.) Fedde